# 比洛庫拉基內區

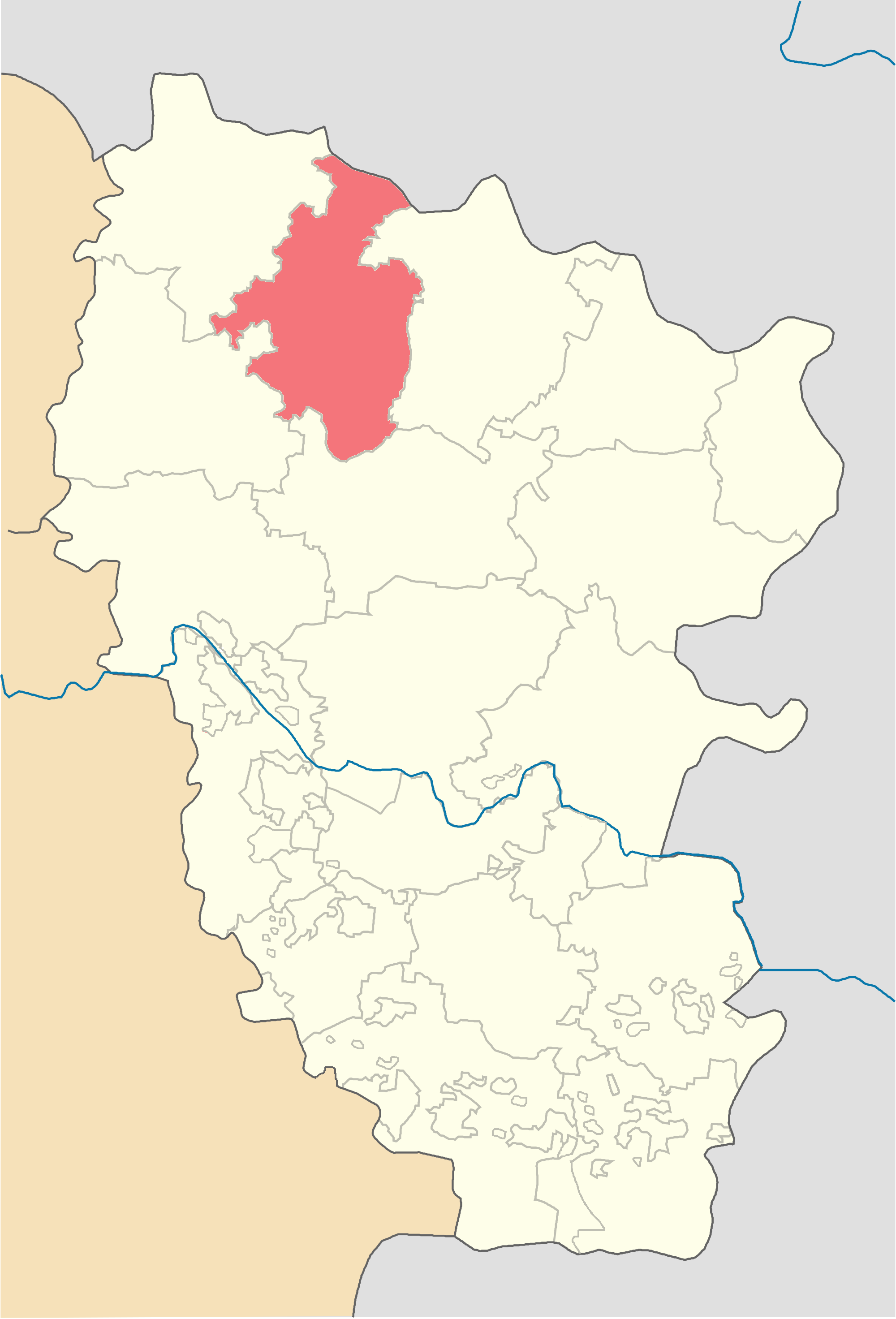
撤销前比洛庫拉基內區在盧甘斯克州的位置

比洛庫拉基內區（烏克蘭語：Білокуракинський район），曾是烏克蘭東部盧甘斯克州的一個區，行政中心設於比洛庫拉基內，面積1,436平方公里，2013年人口19,653，人口密度每平方公里13.69人。
该区在2020年7月18日的乌克兰行政区划改革中被撤销，改革后盧甘斯克州下分为8个区，但只有4个区是在乌克兰政府的实际管辖下。